# Сакуский пивоваренный завод
Са́куский пивова́ренный заво́д (эст. Saku Õlletehas) — производитель алкогольных и прохладительных напитков в Эстонии. Один из крупнейших пивоваренных заводов Эстонии. Расположен в посёлке Саку.

## История

### В Российской империи
В октябре 1820 года владелец мызы Саку, граф Карл Фридрих фон Ребиндер (1764—1841), открыл на мызе пивоварню. Когда в 1866 году мыза перешла во владение Валериана Багговута (Valerian  Baggehufwudt, 1843—1923), было произведено обновление пивоварни, и в 1871 году пиво сакуской пивоварни заняло видное место на пивном рынке Таллина. В июне 1875 года в Кадриорге прошла сельскохозяйственная выставка, на которой сакуское пиво получило бронзовую медаль.  

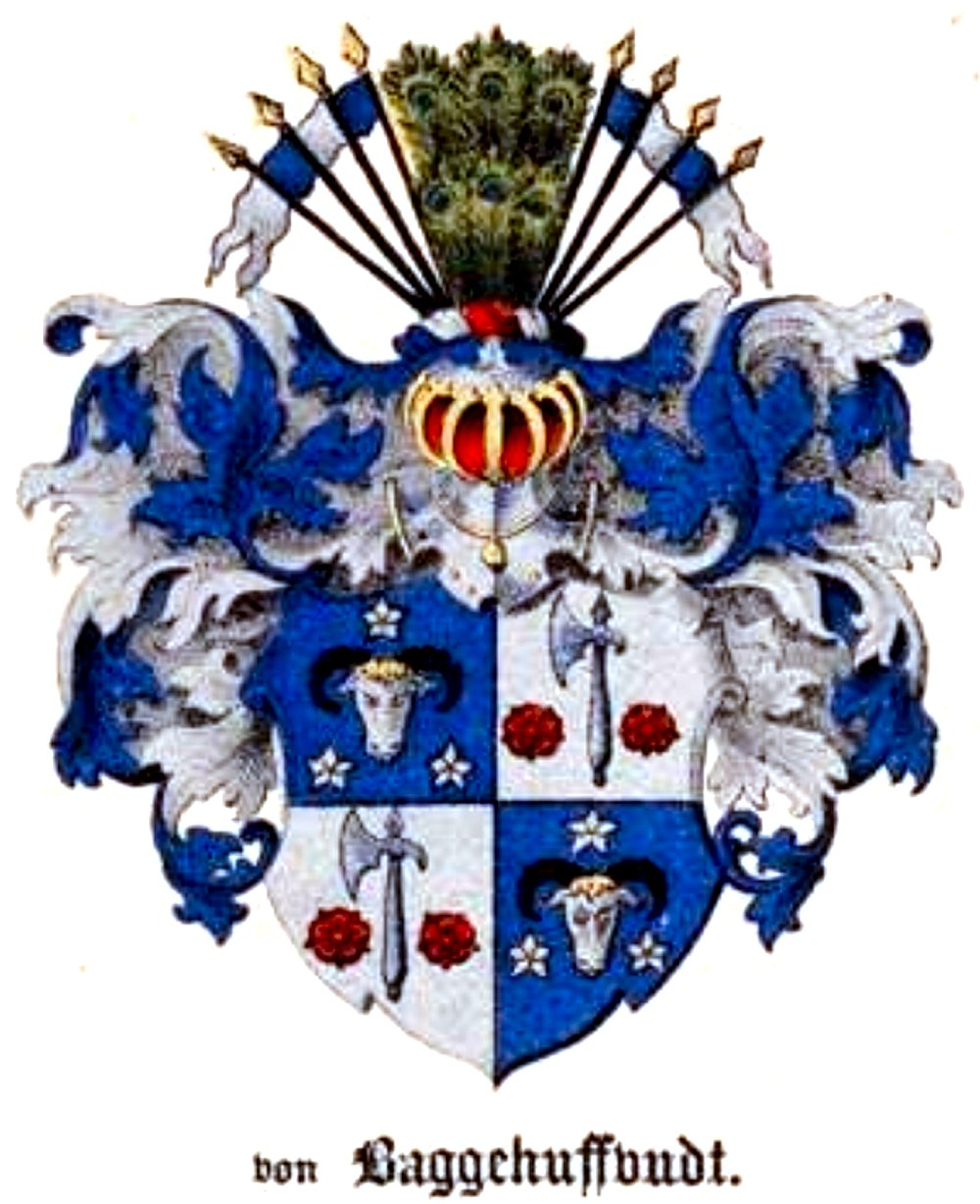
Герб Багговутов

В 1876 году вместо маленькой мызной пивоварни Валериан Багговут построил пивоваренный завод, работавший на паровой энергии, и в 1877 году на нём была произведена первая партия пива. В 1880 году сакуское пиво получило второй приз и бронзовую медаль на выставке в Риге.
Для победы в ожесточённой конкуренции между пивными заводами требовались большие инвестиции, и в 1899 году было решено основать акционерное общество «Саку Ыллетехас» (эст. AS Saku Õlletehas). В число его владельцев вошли местные финансовые олигархи во главе с банкиром Георгом Шеелем (Georg Scheel) и спиртовым фабрикантом Альфредом фон Розеном (Georg Friedrich Wilhelm Alfred von Rosen, 1850—1921). В 1890 году на сакуском пивзаводе было сварено 203 800 вёдер пива, а его главный конкурент Revalia произвёл только 153 000 вёдер. Успешное развитие Сакуского пивзавода привело к закрытию Revalia, последнего пивзавода в Таллине, в 1911 году, и Saku Õlletehas стал монополистом во всём уезде Харьюмаа.
В 1913 году на Сакуском пивзаводе было произведено 285 333 вёдер пива, при этом у всех работников было много сверхурочных часов. Торговая сеть акционерного общества включала пивные рестораны и магазины в разных областях Эстляндской губернии.
С началом Первой мировой войны объёмы производства упали почти на 60 %. Комендант морской крепости Петра Великого, которому подчинялись также и окрестности Таллина, отдал приказ уничтожить заводские запасы, и в реку было слито почти 60 000 вёдер свежесваренного и отстоявшегося пива. Дважды было проведено сокращение персонала.
В марте 1920 года, по решению главного собрания акционеров, которое созвали входящие в правление акционерного общества Saku Õlletehas Валериан Багговут, Роберт Шульман (Robert Schulmann) и Пауль Шеель (Paul Scheel), было подано заявление Торгово-промышленному министерству Эстонской Республики о повторной регистрации предприятия, как это предусматривал закон. Согласие министра финансов было получено в мае 1921 года.
В начале 1920-х годов в Эстонии работало 9 пивных производств, и Сакуский пивзавод скоро стал монополистом в северной Эстонии. В 1928 году вместо штофа пиво начали разливать в полулитровые бутылки.
Зарплата работников Сакуского пивзвода была в размере 40—50 крон, что в то время более-менее соответствовало средней зарплате рабочего человека. Одно время завод выдавал часть зарплаты каждый день в виде двух литров бесплатного пива, которое не разрешалось перепродавать.
Валериана Багговута на его посту сменил Роман Андреас фон Антропофф (Roman Andreas von Antropoff, 1867–1953). До этого он работал в лаборатории петербургского пивзавода, а затем был директором крупного пивоваренного завода «Бавария» в Петербурге. Антропофф руководил заводом в 1922—1925 годах. Коммерческим директором акционерного общества с начала 1920-х годов был Ханс Нейфельд (Hans Neufeldt). Он оставил свою должность в июне 1940 года и эмигрировал в Германию.

#### Правила внутреннего распорядка
В марте 1903 года на утверждение старшего фабричного инспектора Эстляндской губернии были поданы «Правила внутреннего распорядка» и «Таблица штрафов» Сакуского пивзавода. В правилах внутреннего распорядка было 15 параграфов.
Параграф 3 предусматривал, что в течение первых шести дней работы руководство завода могло без предупреждения уволить нового работника, а также и сам работник мог без препятствий оставить работу в течение этого времени.
Параграф 4 определял длительность рабочего дня — 12 часов, включая предусмотренные перерывы.
Зарплата выплачивалась два раза в месяц, сверхурочная работа выполнялась на основе добровольности и договорённости. Оборудование, инструменты и рабочие помещения работники должны были убирать сами в течение рабочего дня.
Параграф 9 гласил, что рабочие должны беспрекословно подчиняться руководству завода и законным распоряжениями мастера, они должны ответственно исполнять свою работу и бережно обращаться с заводскими средствами производства.
Параграф 12 подчёркивал, что на заводе запрещено курение, участие в различного вида играх, галдёж, драки и споры.
Работники проживали в заводских квартирах, и каждый работник должен был в 22 часа находиться в своей квартире. Ночное отсутствие дома требовало особого однократного письменного разрешения заводского руководства или мастера.

### В Советской Эстонии
В 1940 году завод был национализирован. В период советской власти завод являлся одним из крупнейших предприятий пищевой промышленности Эстонии.
В 1950-х годах на смену старым рецептам и технологиям пришли общесоюзные стандарты (ГОСТ).
В начале 1960-х годов число работников завода составило 250 человек, из них непосредственно на производстве было занято 215 человек.
С 1976 года предприятие носило название Сакуский экспериментальный пивоваренный завод (эст. Saku Eksperimentaalõlletehas). Это давало возможность приобретать оборудование в Чехословакии и ГДР и выплачивать работникам повышенную зарплату, а производственников отправить на обучение в Дрезден.
Численность персонала завода по состоянию на 1 января 1979 года составляла 346 человек.
В 1985 году Сакуский пивзавод пережил второй после Второй мировой войны «сухой закон», на этот раз — инициированный Михаилом Горбачёвым. Производство пива в СССР хотели сократить почти в 2 раза. Начатое до этого инвестирование в обновление завода было приостановлено.  В ходе антиалгокольной кампании Москва потребовала начать производство безалкогольного пива, и хотя необходимая технология отсутствовала, на Сакуском пивзаводе попробовали изготовить такое пиво.

Сакуский пивзавод в 1987 году
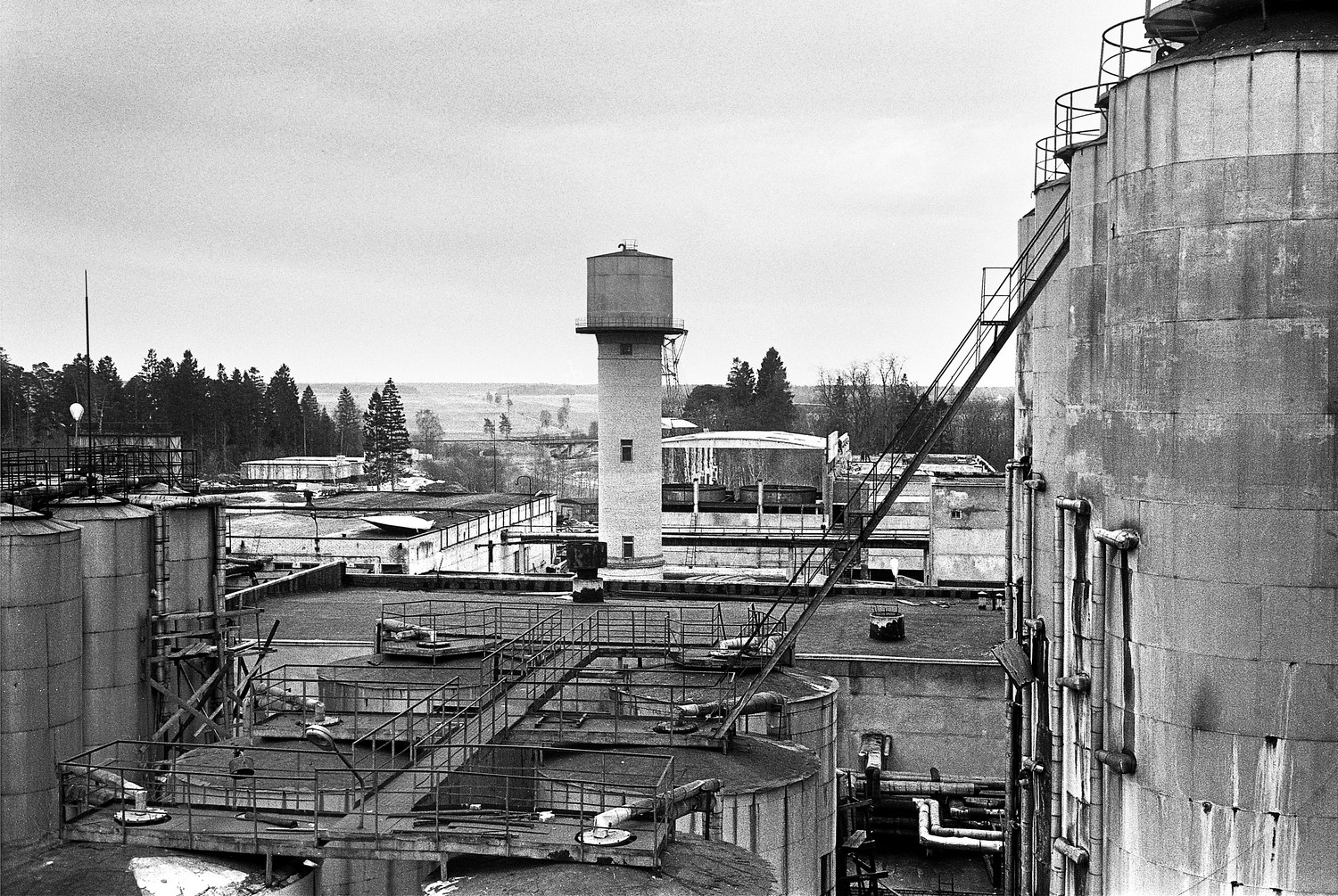
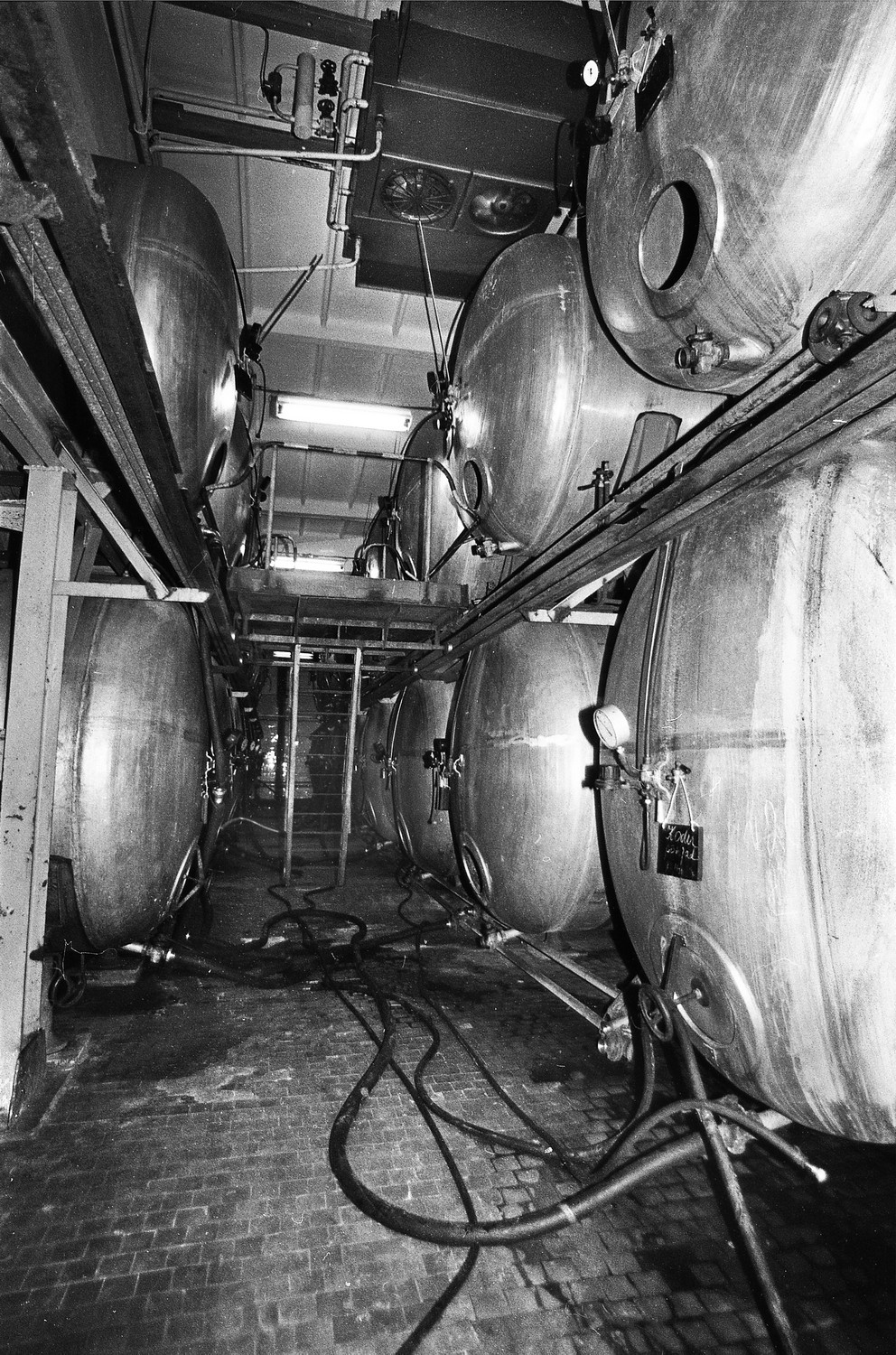
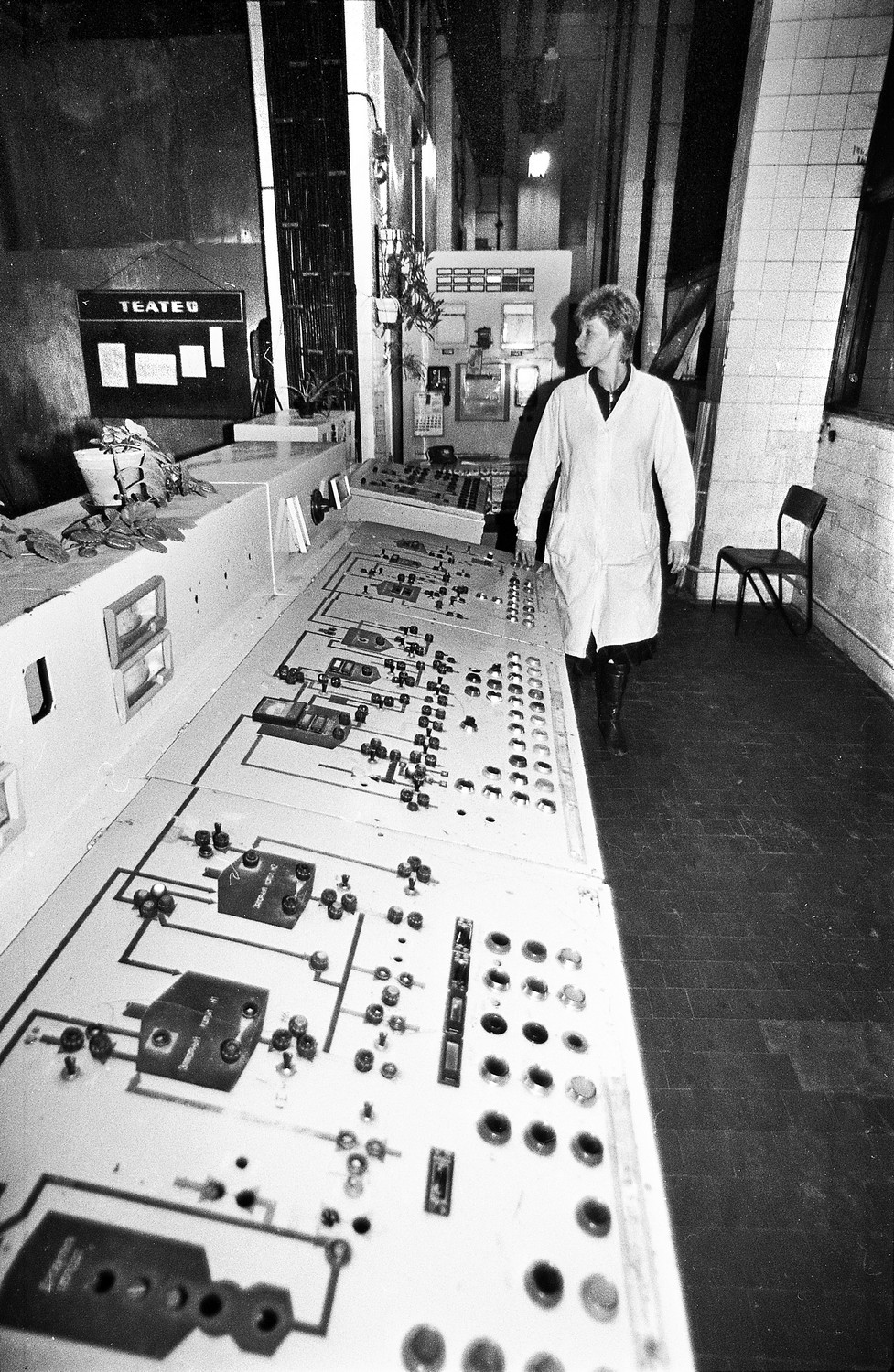
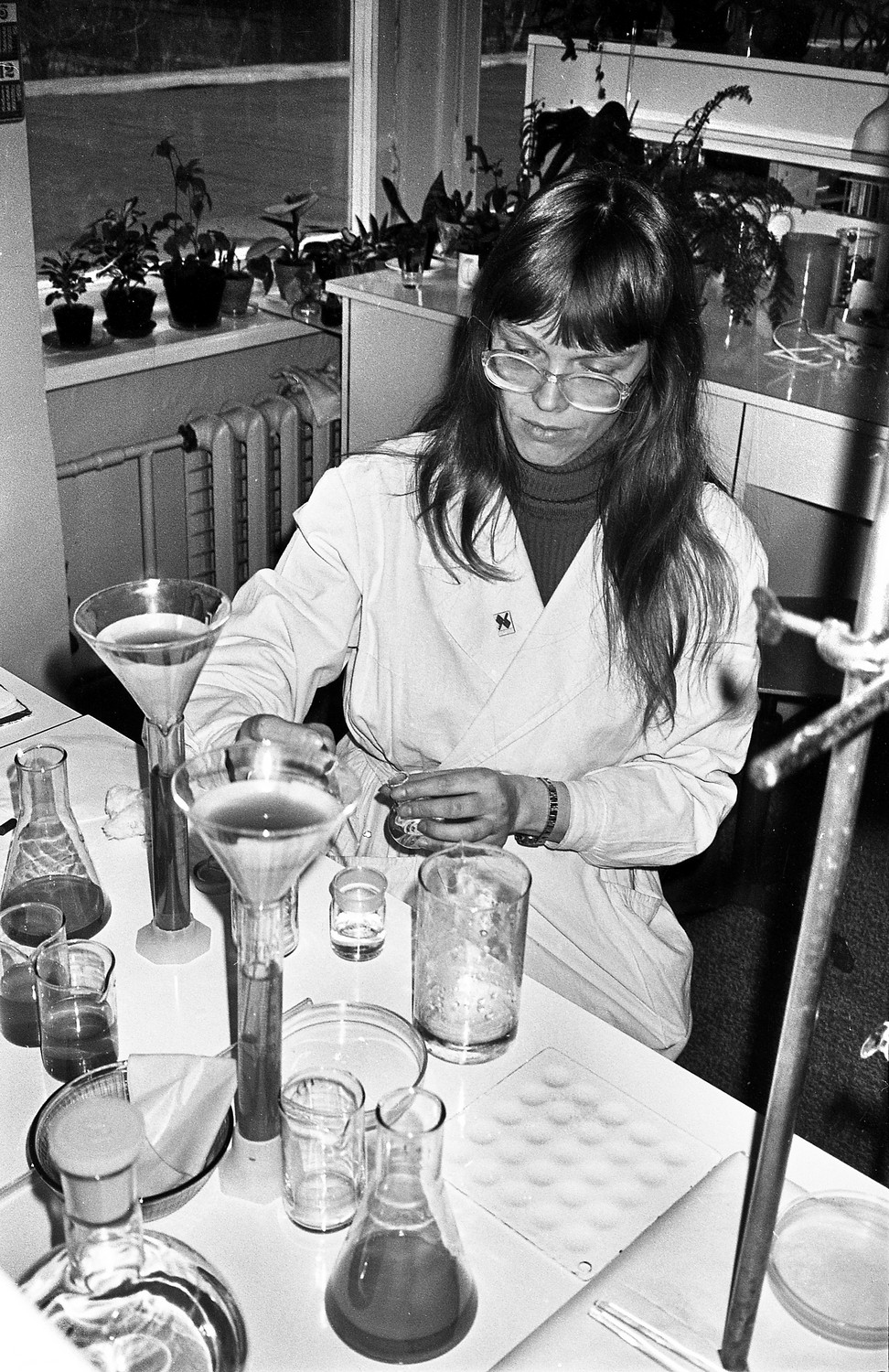
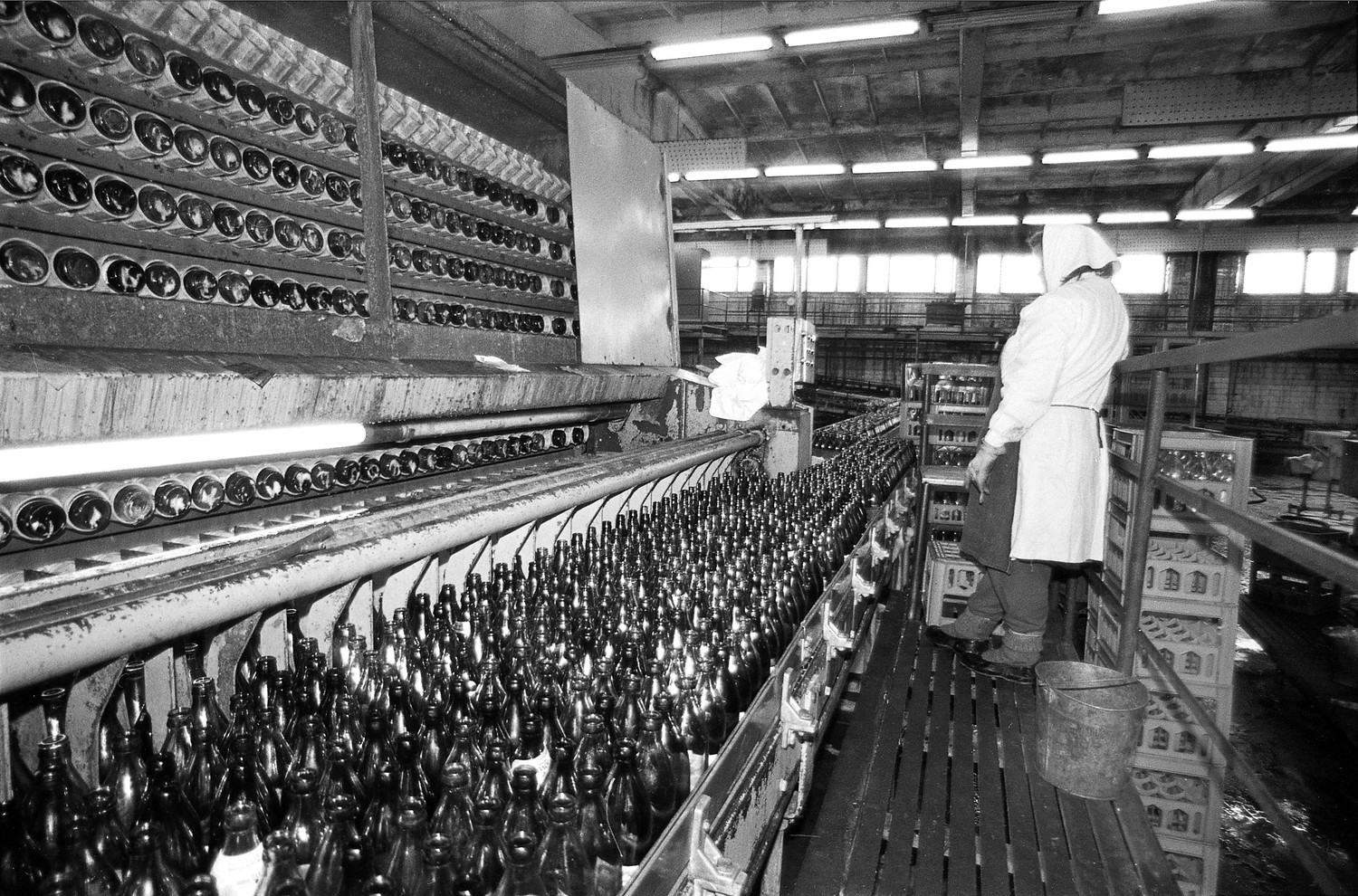
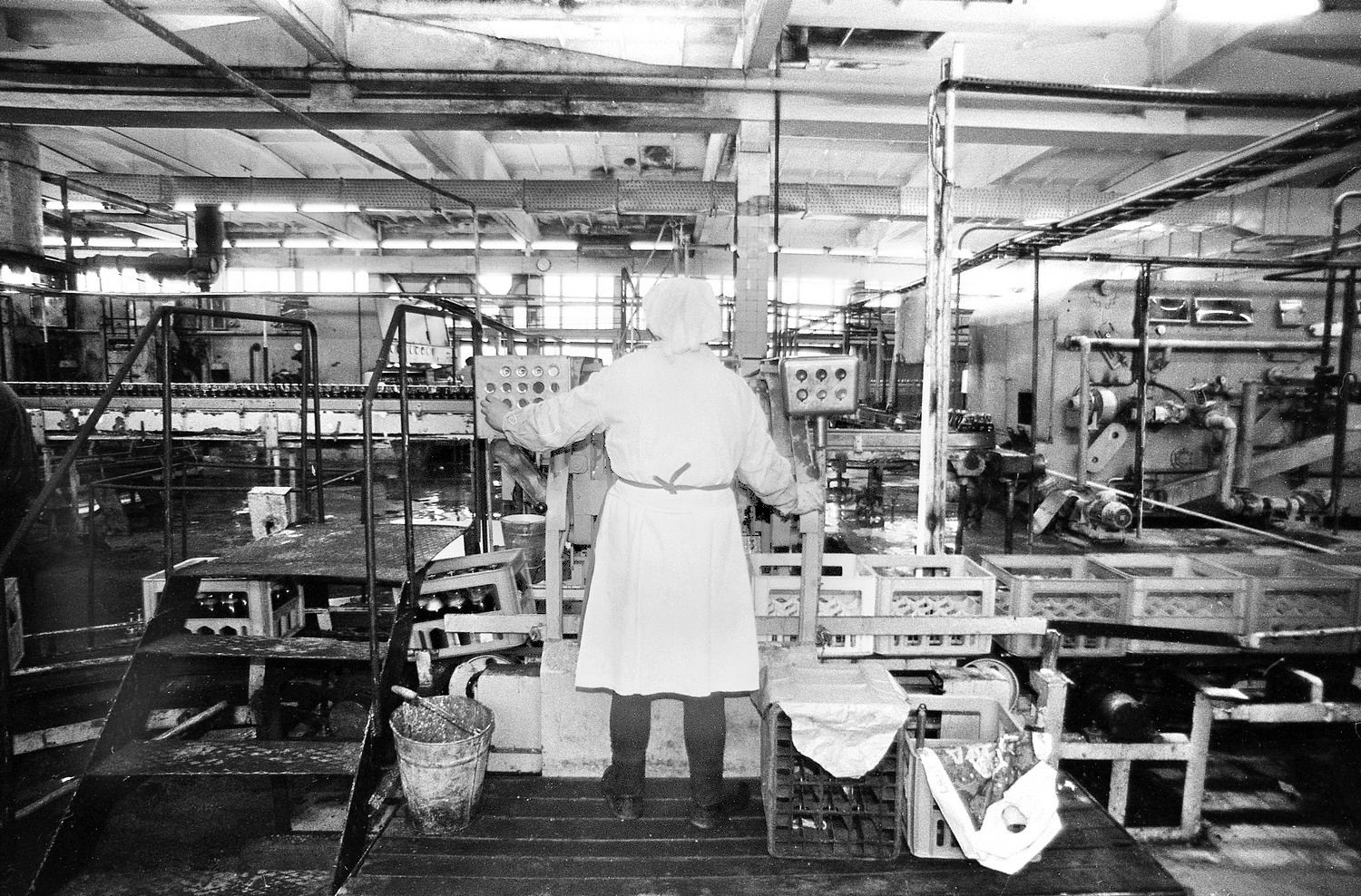
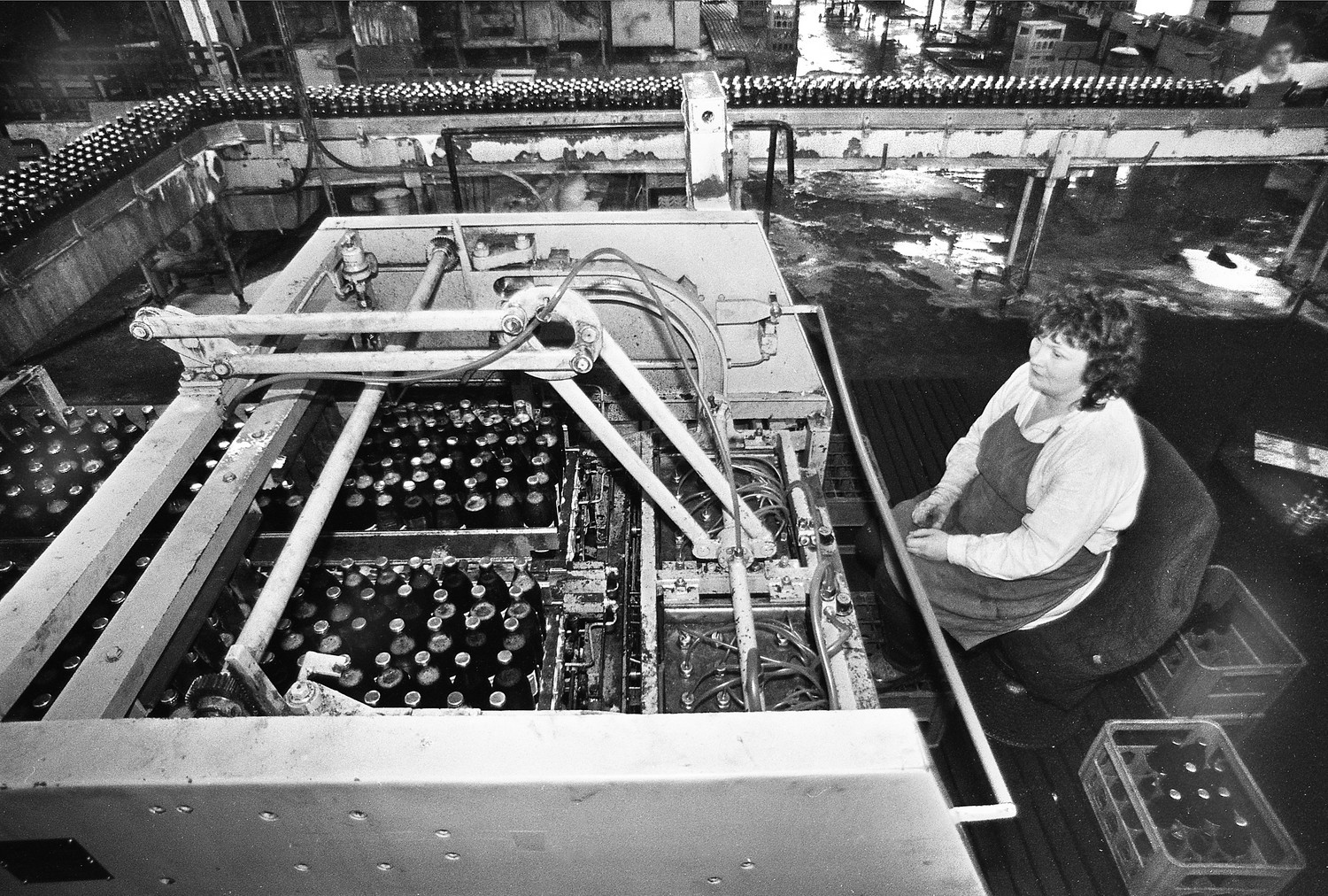

#### Выпускаемая продукция
- Пиво «Жигулёвское» (Žiguli õlu)
- Пиво «Московское» (Moskva õlu)
- Пиво «Сакуское» (Saku õlu, в середине 1970-х годов получило Государственный знак качества СССР)
- Пиво «Сакуское светлое» (Saku hele õlu)
- Пиво «Сакуское тёмное» (Saku tume õlu)
- Пиво «Золотой ячмень» (Kuldne oder)
- Пиво «Рижское» (Riia õlu)
- Пиво «Украинское» (Ukraina õlu)
- Пиво «Майское» (Mai õlu)[1][6].

Фотографии:
- Наклейки, вымпелы и значки Сакуского экспериментального пивоваренного завода

### В независимой Эстонии

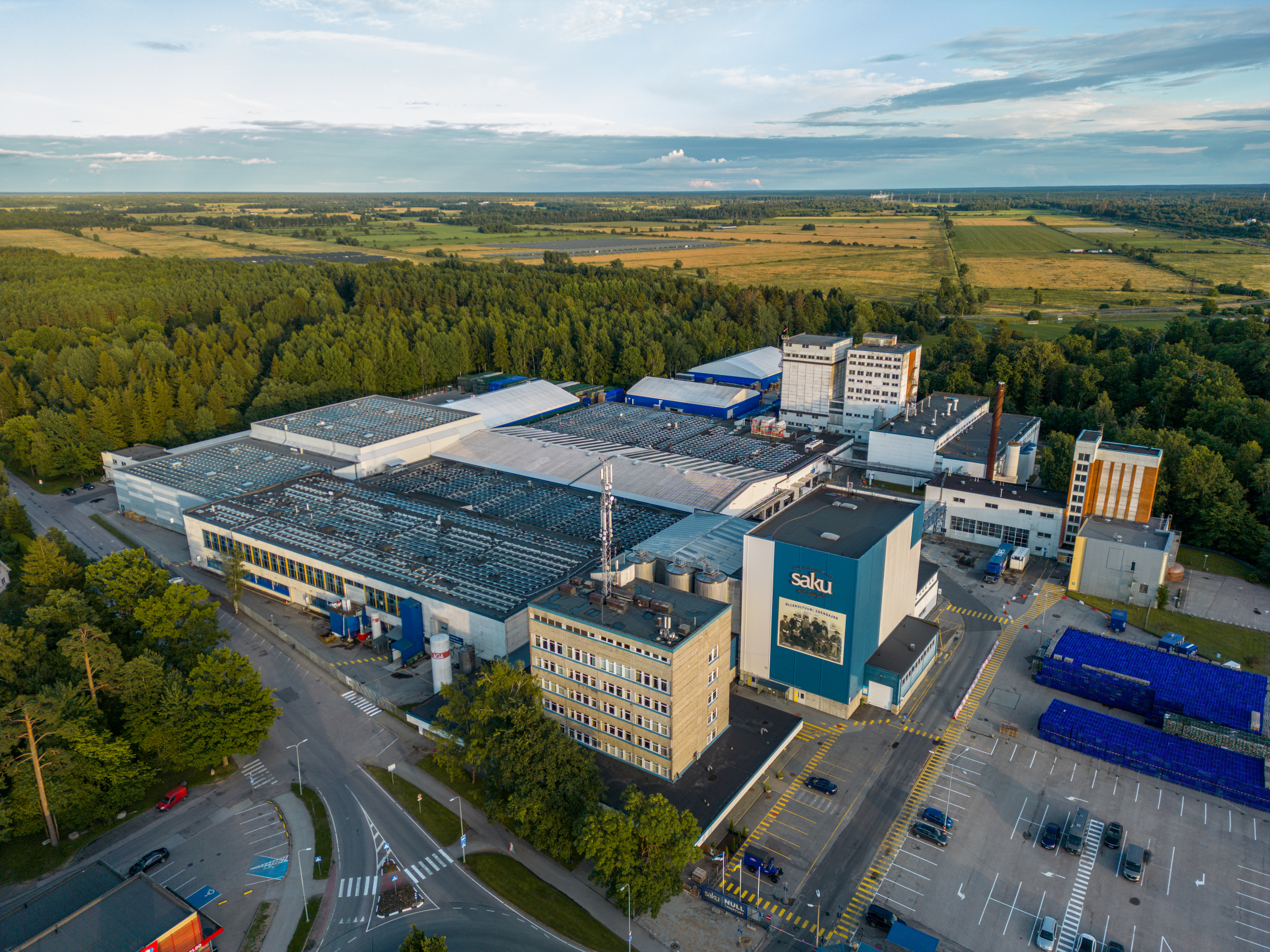
Аэрофото Сакуского пивзавода, 2022 год

После отделения Эстонии от СССР, в 1991 году, было создано совместное предприятие со шведской пивоварней Pripps и финской компанией Hartwall — Baltic Beverages Holding, которое приобрело 75 % акций сакуского завода. Началась реконструкция производства, было проведено исследование эстонского рынка пива.
В 1995 году Сакуский пивоваренный завод стал акционерным обществом. В 1996 году на заводе стали производить безалкогольное пиво.
С 2001 года Сакуский пивоваренный завод представляет в Эстонии пиво Carlsberg и занимается его сбытом.
С 2008 года Сакуский пивоваренный завод на 100 % стал принадлежать датской пивоваренной корпорации Carlsberg и прекратил нотирование своих акций на Таллинской бирже.
Предприятие производит более десяти сортов пива, а также сидр, несколько видов минеральной воды Vichy и безалкогольное пиво; небольшими партиями производится «сезонное» пиво.
В 2000 году, в честь своего 180-летнего юбилея, завод выпустил пиво высшего качества, входящее в т.н. сегмент «супер-премиум», под названием Sack bei Reval. В том же году предприятие получило сертификат качества ISO 9001.
Торговый оборот предприятия в 2018 году составил 61 704 000 евро (2-е место среди пивоваренных заводов Эстонии). По состоянию на 30 июня 2019 года численность работников завода составляла 312 человек.
В 2020 году в списке ТОП-101 предприятий Эстонии Сакуский пивзавод занял 69-е место.

#### Выпускаемая продукция
Пиво:

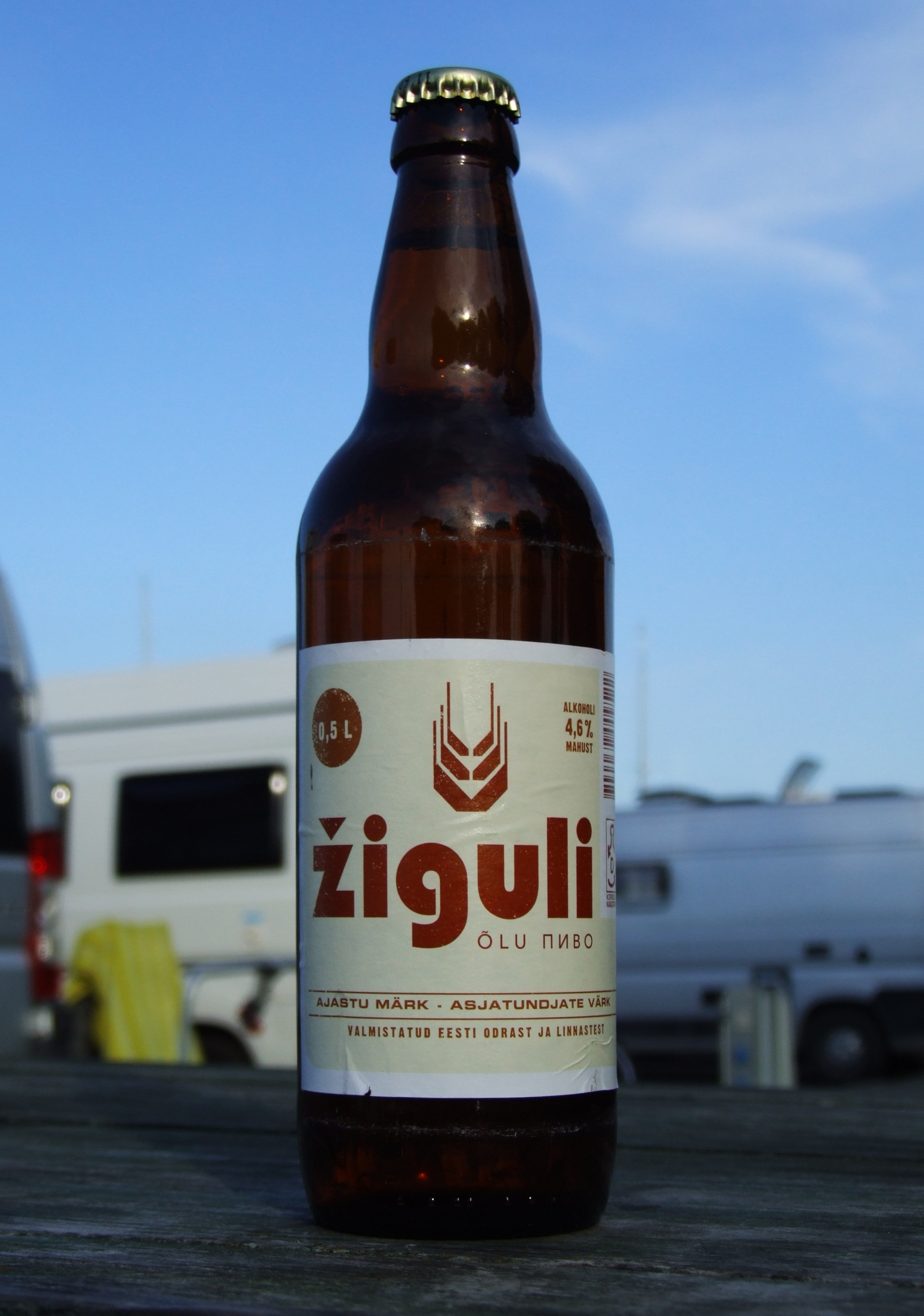
Пиво «Жигулёвское», произведённое в Эстонской республике

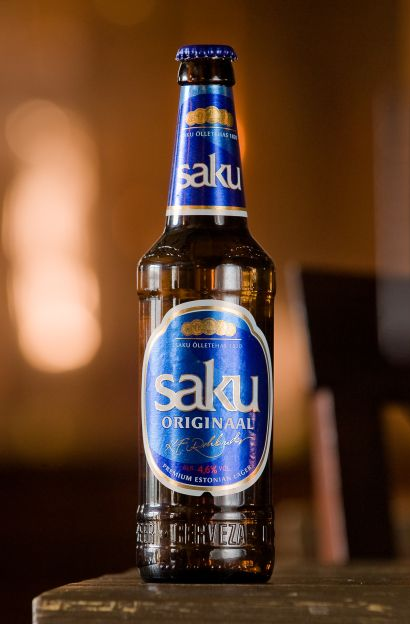
Бутылка пива «Саку Оригинал»

- Saku Originaal (выпущенное в 1993 году первое современное качественное пиво Эстонии, ставшее лидером эстонского рынка[1])
- Saku Rock (первая партия пива была выпущена в 1994 году к рок-фестивалю Saku Rock[1])
- Saku Kuld (в 2005 году завод представил его пивным гурманам как эксклюзивное местное пиво, и объёмы его продаж в три раза превзошли запланированные[5])
- Saku Abbey
- Saku Hele (сварено в честь Валериана Багговута по старейшему рецепту сакуской пивоварни, в год его выпуска бутылку украшал герб семейства Багговутов[5])
- Saku Tume
- Saku Lite
- Saku On Ice (его первый выпуск в 1999 году положил начало производству пива с мягким вкусом, быстро завоевавшего популярность у потребителей[5])
- Taurus
- Saku President (3 сорта)
- Blond
- Saku Porter
- Saku Dublin Porter
- Saku Mõdu
- Žiguli

Сидр:
- Kiss
- Zip
- D-Light